# Championnat d'Amérique du Sud féminin de volley-ball des moins de 18 ans
Le championnat d'Amérique du Sud féminin de volley-ball des moins de 18 ans est une compétition sportive internationale de volley-ball. Il est organisé par la Confédération sud-américaine de volley-ball (CSV). Il se déroule tous les deux ans depuis 1978. Les équipes sont composées de femmes âgées de dix-huit ans ou moins.

## Palmarès
| Année | Organisateur | Champion  | Finaliste | Troisième | Quatrième |
| ----- | ------------ | --------- | --------- | --------- | --------- |
| 1978  | Buenos Aires | Pérou     | Brésil    | Argentine | Paraguay  |
| 1980  | São Paulo    | Pérou     | Brésil    | Argentine | Chili     |
| 1982  | Asuncion     | Brésil    | Pérou     | Argentine | Paraguay  |
| 1984  | Santiago     | Brésil    | Pérou     | Argentine | Chili     |
| 1986  | Lima         | Brésil    | Pérou     | Argentine | Colombie  |
| 1988  | Resistencia  | Brésil    | Pérou     | Argentine | Uruguay   |
| 1990  | La Paz       | Brésil    | Argentine | Pérou     | Venezuela |
| 1992  | Valencia     | Brésil    | Argentine | Pérou     | Venezuela |
| 1994  | Trujillo     | Brésil    | Pérou     | Venezuela | Chili     |
| 1996  | Paysandú     | Argentine | Brésil    | Pérou     | Colombie  |
| 1998  | Sucre        | Brésil    | Argentine | Pérou     | Venezuela |
| 2000  | Valencia     | Brésil    | Argentine | Pérou     | Venezuela |
| 2002  | Barquisimeto | Brésil    | Argentine | Venezuela | Pérou     |
| 2004  | Guayaquil    | Brésil    | Argentine | Venezuela | Pérou     |
| 2006  | Lima         | Brésil    | Pérou     | Argentine | Venezuela |
| 2008  | Lima         | Brésil    | Pérou     | Venezuela | Argentine |
| 2010  | Callao       | Brésil    | Argentine | Pérou     | Chili     |
| 2012  | Callao       | Pérou     | Brésil    | Argentine | Chili     |
| 2014  | Tarapoto     | Brésil    | Argentine | Pérou     | Colombie  |
| 2016  | Lima         | Brésil    | Pérou     | Argentine | Colombie  |
| 2018  | Valledupar   | Argentine | Pérou     | Brésil    | Colombie  |
| 2022  | La Paz       | Argentine | Brésil    | Chili     | Pérou     |
| 2024  | Araguari     | Brésil    | Argentine | Pérou     | Chili     |

## Tableau des médailles
| Rang | Pays      | Médaille d'or | Médaille d'argent | Médaille de bronze | Total |
| 1    | Brésil    | 17            | 5                 | 1                  | 23    |
| 2    | Argentine | 3             | 9                 | 9                  | 21    |
| 3    | Pérou     | 3             | 9                 | 8                  | 20    |
| 4    | Venezuela | 0             | 0                 | 4                  | 4     |
| 5    | Chili     | 0             | 0                 | 1                  | 1     |

## Meilleures joueuses par tournoi
- 2002 –  Adenízia da Silva
- 2004 –  Natália Pereira
- 2006 –  Letícia Raymundi
- 2008 –  Sthéfanie Paulino
- 2010 –  Gabriela Guimarães
- 2012 –  Ángela Leyva
- 2014 –  Beatriz Carvalho
- 2016 –  Tainara Santos
- 2018 –  Bianca Cugno
- 2022 –  Milena Margaria
- 2024 –  Mikaela Hestmann